# Longitud d'ona Compton
La longitud d'ona Compton és una propietat mecànica quàntica d'una partícula. Fou introduïda per Arthur Compton a la seva explicació de la dispersió de fotons per electrons (procés conegut com a efecte Compton). La longitud d'ona Compton d'una partícula és equivalent a la longitud d'ona d'un fotó l'energia del qual és la mateixa que la massa de la partícula.
La longitud d'ona Compton estàndard, λ, d'una partícula ve donada per
{\displaystyle \lambda ={\frac {h}{mc}},\ }
On h és la constant de Planck, m és la massa de la partícula, i c és la velocitat de la llum. La importància d'aquesta fórmula es mostra en la derivació de la fórmula de canvi de Compton.
El valor CODATA 2014 per la longitud d'ona Compton de l'electró és 2,4263102367 (11) × 10-12 m. Altres partícules tenen diferents longituds d'ona Compton.

## Longitud d'ona de Compton reduïda
Quan la longitud d'ona Compton es divideix per 2π s'obté la longitud d'ona Compton "reduïda" (lambda barrada), és a dir, la longitud de Compton per 1 radian enlloc de 2π radians.
On ħ és la constant de Planck "reduïda".

## Funció en equacions per partícules massives
La longitud d'ona Compton reduïda és una representació natural de la massa en l'escala quàntica, i com a tal, apareix en moltes de les equacions fonamentals de la mecànica quàntica. La longitud d'ona Compton reduïda apareix en l'equació relativista Klein-Gordon per una partícula lliure:
{\displaystyle \mathbf {\nabla } ^{2}\psi -{\frac {1}{c^{2}}}{\frac {\partial ^{2}}{\partial t^{2}}}\psi =\left({\frac {mc}{\hbar }}\right)^{2}\psi .}
Apareix en l'equació de Dirac (la següent és una forma explícitament covariant que fa servir la convenció de suma d'Einstein):
{\displaystyle -i\gamma ^{\mu }\partial _{\mu }\psi +\left({\frac {mc}{\hbar }}\right)\psi =0.}
La longitud d'ona Compton reduïda també apareix en l'equació de Schrödinger, encara que la seva presència s'amaga en representacions tradicionals de l'equació. La següent és la representació tradicional de l'equació de Schrödinger per un electró en un àtom similar a l'hidrogen:
{\displaystyle i\hbar {\frac {\partial }{\partial t}}\psi =-{\frac {\hbar ^{2}}{2m}}\nabla ^{2}\psi -{\frac {1}{4\pi \epsilon _{0}}}{\frac {Ze^{2}}{r}}\psi .}
Dividint per {\displaystyle \hbar c}, i reescrivint termes de la constant d'estructura fina, s'obté:
{\displaystyle {\frac {i}{c}}{\frac {\partial }{\partial t}}\psi =-{\frac {1}{2}}\left({\frac {\hbar }{mc}}\right)\nabla ^{2}\psi -{\frac {\alpha Z}{r}}\psi .}